# کیتا-آکیتا، آکیتا
کیتاآکیتا، آکیتا از شهرهای استان آکیتا ژاپن است که جمعیت آن در ۱ ژانویه ۲۰۰۸ ۳۸٬۵۴۳ 	نفر بوده‌است.